# Горонда
Горонда́ (укр. Ґоронда) — село в Мукачевском районе Закарпатской области Украины. Административный центр Горондовской сельской общины.
Население по переписи 2001 года составляло 4000 человек. Почтовый индекс — 89656. Телефонный код — 3131. Занимает площадь 4,31 км². Код КОАТУУ — 2122781801.